# Corinna major
Corinna major là một loài nhện trong họ Corinnidae.
Loài này thuộc chi Corinna. Corinna major được Lucien Berland miêu tả năm 1922.